# Histiomena
Histiomena is een geslacht van weekdieren uit de klasse van de Gastropoda (slakken).

## Soort
- Histiomena marginata (Ørsted in Mörch, 1859)